# Aglaia lepidopetala
Espèce
Statut de conservation UICN

 NT  : Quasi menacé
Aglaia lepidopetala est une espèce de plantes de la famille des Meliaceae.

## Publication originale
- Botanische Jahrbücher für Systematik, Pflanzengeschichte und Pflanzengeographie 72: 177. 1942.